# Ганноверський кінь

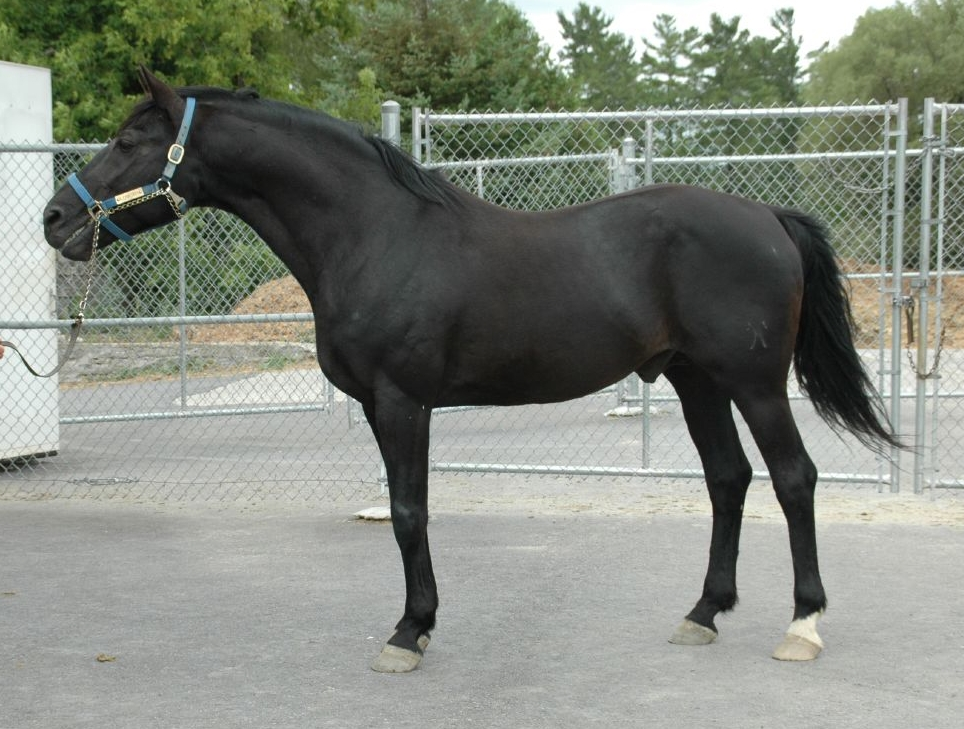

Ганноверський кінь — порода німецького походження, відома своїм атлетизмом і красою. Широко використовується у класичних видах кінного спорту.

## Історія

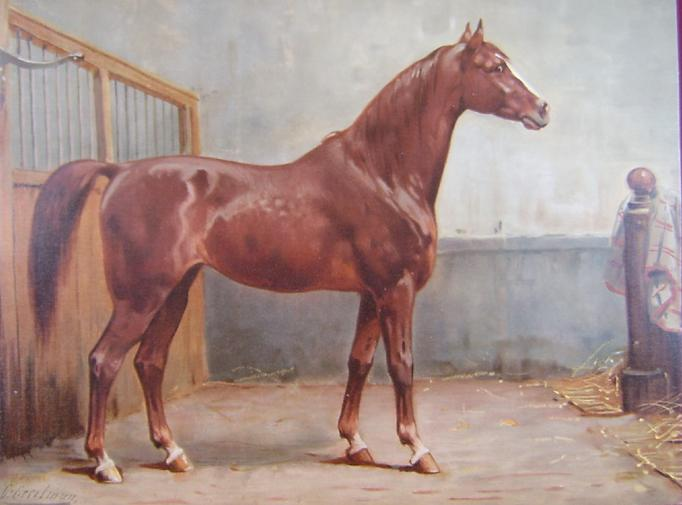
Ганноверський кінь універсального типу (1898 р.)

В 1735 році король Англії і курфюст Ганновера Георг II заснував державний кінний завод в Целле, де було зібрано універсальних коней, придатних для використання в сільському господарстві та кавалерії. Його метою було вивести породу для тренувань і армійської служби. В наступні роки місцевих німецьких кобил масово парували з жеребцями голштинської, неаполітанської, андалузької, пруської та мекленбурзької породи. Племінна книга ганноверських коней ведеться з 1888 року.
Після Другої Світової війни потреба у армійських конях відпала, проте зріс попит на спортивних коней. Напрямок у роботі з породою дещо змінився. Завдяки гнучкості, що її виявили селекціонери, наполегливій праці та жорсткому відбору вдалося сформувати чисельне поголів'я сильних, здорових та привабливих тварин. Велике значення мав спеціальний закон, за яким до племінного використання допускалися лише ті особини, що пройшли спеціальне обстеження на наявність прихованих генетичних дефектів. Також прогресу сприяло те, що можна було прослідкувати родовід кожної тварин до найдавніших її предків.

## Опис породи
Ганноверські коні — тварини міцної статури з могутнім тілом, сильними ногами, але водночас елегантні. Мають довгу та мускулисту шию, глибокі груди. Висота у холці сягає 154-168 см. Їх рухи швидкі, пластичні, поштовх під час стрибка енергійний. Вони мають стриманий характер, надійні, швидко навчаються та підкорюються людині. Найпоширеніші масті — гніда, ворона, руда, рідше сіра, каракова. Дефектом вважається солова та кремова масті.

## Використання

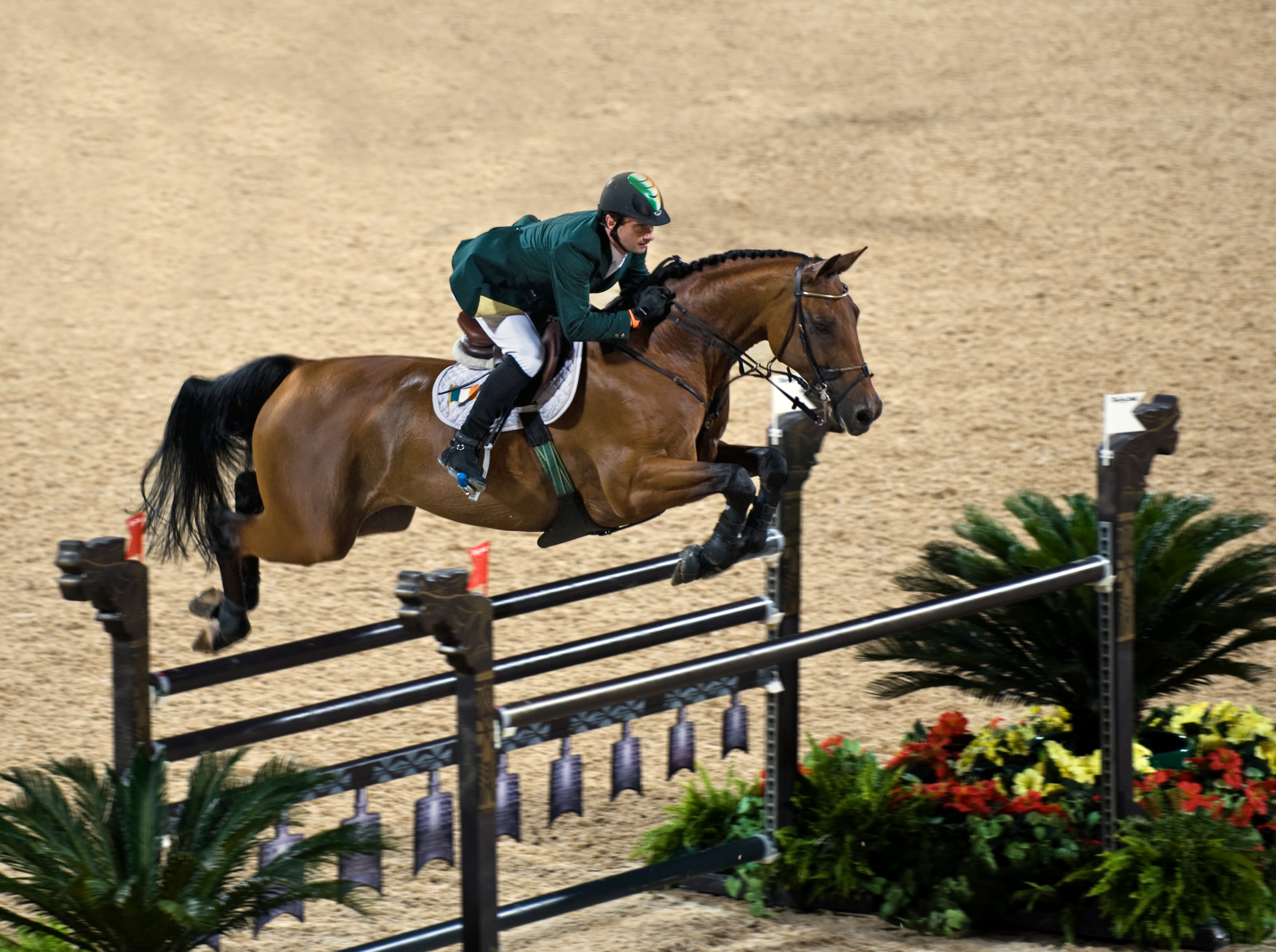
Виступ Деніса Лінча на ганноверському коні Лантінус

Ганноверська порода увійшла в історію кінного спорту як така, що виграла найвищу кількість нагород у виїздці. З 1956 року на цих конях було виграно 3 золоті, 4 срібні та 4 бронзові медалі в індивідуальному заліку, в груповому заліку на гановерських конях було виграно 7 золотих медалей.
Окрім виїздки ці тварини широко використовуються у конкурі і кінному триборстві. У змаганнях з цих дисциплін ганноверська порода входить, відповідно, до п'ятірки і трійки найрезультативніших у світі. Спортсмени високо цінують цих тварин за передбачуваність поведінки на маршруті, завдяки чому на них приємно і нескладно їздити.

## Поширення
Головним осередком селекційної роботи з цією породою залишається Німеччина. Також ганноверских коней розводять в країнах, де приділять велику увагу кінному спору високих досягнень, зокрема у Великій Британії, США, Франції, Австралії. На славетному аукціоні у Вердені звичайна ціна на цих тварин перевищує 100 000 €.

## Зовнішні посилання
- Сторінка Державного кінного заводу в Целле [Архівовано 21 серпня 2014 у Wayback Machine.].